# Buchara
Buchara je hlavní město Bucharské provincie v Uzbekistánu. Ve městě žije přibližně 280 tisíc obyvatel, což z něj činí páté největší město v zemi. Počátky města sahají hluboko do minulosti. Oficiálně bylo založeno v roce 500 př. n. l., avšak obyvatelé se zde díky zdejší oáze usazovali již daleko předtím. Historické centrum města je velmi cenné, od roku 1993 je součástí světového dědictví UNESCO. Mezi nejznámější památky patří stará medresa, minaret Qálán ze 13. stol., emírův palác nebo stará věznice Zindán.

## Osobnosti
- Avicenna (980–1037) – středověký perský filosof, lékař a polyhistor
- Bachrom Chamrojev – právník a obránce lidských práv, odsouzený ruským soudem na 14 let kvůli obviněním z extremismu
- Oksana Čusovitinová (* 1975) – německá sportovní gymnastka uzbeckého původu

## Partnerská města
- Lenkoran, Ázerbájdžán (2023)[2]
- Smyrna, Turecko